# Хорватське громадянство

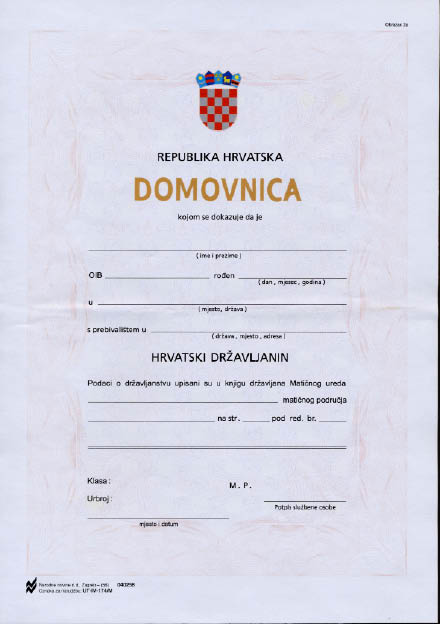
Зразок «домовниці» — державного документу, що підтверджує хорватське громадянство і видається органом РАЦС

Хорватське громадянство (хорв. hrvatsko državljanstvo) — стійкий правовий зв'язок особи з Хорватією, що виражається в сукупності їх взаємних прав і обов'язків; один із виявів суверенітету Республіки Хорватія, основоположний зв'язок, що породжує правові та адміністративно-політичні наслідки для носіїв громадянства.
Воно є суттєвою правовою передумовою здійснення суб'єктивних прав у різних провадженнях в органах державної влади, а також частою умовою застосування багатьох нормативних актів до конкретних юридичних справ. Хорватське громадянство, передумови його набуття та припинення регулюються Законом про хорватське громадянство, який набрав чинності 8 жовтня 1991 року.

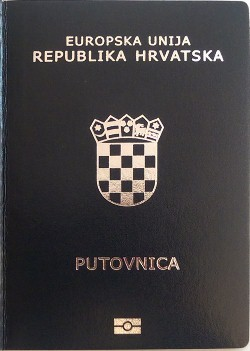
Хорватський (закордонний) паспорт — державний документ, який підтверджує особу та хорватське громадянство

Закон про громадянство Хорватії включає основні засади і стандарти, відомі європейському законодавству, такі як принципи правової безперервності громадянства, запобігання безгромадянству, винятковості хорватського громадянства, рівності шлюбних, позашлюбних та усиновлених дітей.

## Набуття хорватського громадянства
Хорватське громадянство надається на підставі:
- походження;
- народження на території Республіки Хорватія;
- натуралізації;
- за міжнародними угодами.

У хорватській правовій системі, під час первинного набуття громадянства з причини народження діють норми змішаної системи, за якої для його набуття основоположним є принцип походження (лат. ius sanguinis), але в поодиноких випадках визначальним стає принцип права ґрунту (лат. ius soli). 

### Набуття за походженням
За походженням хорватське громадянство одержує дитина:
- чиї обоє батьків були громадянами Хорватії на момент його народження;
- чий один із батьків є громадянином Хорватії на момент народження дитини, а дитина народилася в Республіці Хорватія;
- чий один із батьків є громадянином Хорватії на момент народження дитини, другий не має громадянства або має невідоме громадянство, а дитина народилася за кордоном.
- яка є іноземцем або без громадянства, але була усиновлена громадянами Хорватії.

За походженням набуває хорватського громадянства і дитина з іноземним громадянством або без громадянства, якщо її відповідно до положень окремого закону усиновили хорватські громадяни з наслідком споріднення. Така дитина вважається громадянином Хорватії з моменту народження.

### Набуття за народженням на території Республіки Хорватія
Принцип набуття громадянства jus soli в хорватській правовій системі має вторинний і додатковий характер. Відповідно до Закону, дитина, народжена або знайдена на території Республіки Хорватія, набуває хорватського громадянства, якщо її обоє батьків невідомі, мають невідоме громадянство або є особами без громадянства. Дитина втратить хорватське громадянство, якщо до моменту, коли їй виповниться 14 років, буде визнано, що обоє батьків є іноземними громадянами. Мета цього положення полягає в тому, щоб у цих випадках діти не ставали особами без громадянства (апатридами).

### Набуття шляхом натуралізації
Натуралізація або прийняття у хорватське громадянство іноземців є однією з поширених і узвичаєних правових підстав набуття громадянства, передбачених чи не всіма законодавствами світу. В разі натуралізації іноземець набуває громадянства за власним бажанням спеціальним актом державної влади. Тим-то, на відміну від набуття громадянства за походженням, натуралізація не здійснюється автоматично в силу самого закону, а потребує чіткого волевиявлення відповідної особи та спеціального акту органу державної влади. 
Шляхом натуралізації отримати хорватське громадянство може іноземець, який подав заяву про прийняття у громадяни Хорватії, якщо він/вона сукупно відповідає таким передумовам:
- йому виповнилося 18 років і він не позбавлений дієздатності;
- звільнення від іноземного громадянства або пред'явлення доказів того, що звільнення буде одержано в разі прийняття у хорватське громадянство;
- проживання в Республіці Хорватія з зареєстрованим місцем проживання протягом 8 років безперервно до подачі заяви та підтверджений статус іноземця з постійним місцем проживання;
- знання хорватської мови і латинського письма, розуміння хорватської культури та суспільного ладу;
- з поведінки заявника/заявниці можна зробити висновок, що він/вона поважає правопорядок і звичаї в Республіці Хорватія.[3] Це загальні передумови для набуття хорватського громадянства шляхом натуралізації (звичайна натуралізація).

Закон також передбачає відступ від загальних передумов, прописаних для звичайної натуралізації, — це т. зв. пільгова натуралізація, тобто прийняття іноземця в хорватське громадянство на пом'якшених умовах. Закон передбачає такі основні правові підстави пільгової натуралізації:
- народження та проживання на території Республіки Хорватія,
- подружні стосунки з громадянином Хорватії,
- емігрант із Республіки Хорватія, його нащадки та подружжя
- інтерес до Республіки Хорватія,
- належність до хорватського народу.

## Припинення хорватського громадянства
Громадянство Хорватії припиняється шляхом позбавлення, відмови або за міжнародними угодами.

## Подвійне громадянство
Хорватія дозволяє своїм громадянам мати іноземне громадянство на додачу до хорватського.
Згідно зі статтею 8 Закону про хорватське громадянство, натуралізація в хорватське громадянство вимагає відмови від громадянства іншої країни, якщо це дозволено іншою країною. Однак це не стосується низки ситуацій, зокрема нащадків хорватських емігрантів, національних інтересів Хорватії та колишніх хорватів, які відмовилися від хорватського громадянства, щоб займатися професійною діяльністю в іншій державі.

## Громадянство Європейського Союзу
Оскільки Хорватія — член Європейського Союзу, громадяни Хорватії одночасно є громадянами Європейського Союзу.